# Портрет Александра Петровича Тормасова
«Портрет Александра Петровича Тормасова» — картина Джорджа Доу и его мастерской из Военной галереи Зимнего дворца.
Картина представляет собой погрудный портрет генерал-майора барона Александра Петровича Тормасова из состава Военной галереи Зимнего дворца.
Во время Отечественной войны 1812 года генерал от кавалерии Тормасов командовал 3-й Резервной Обсервационной армией и уже в самом начале войны русские войска под его командованием в сражении под Кобрином разгромили бригаду генерала Г. Х. Кленгеля из саксонского вспомогательного корпуса. Затем сражался против австро-саксонской армии при Городечно. После соединения с Дунайской армией сдал командование адмиралу П. В. Чичагову и отбыл в распоряжение М. И. Кутузова. Вскоре был назначен командующим Главной армией, руководил сражениями под Малоярославцем и под Красным, за победу в последнем был удостоен ордена Св. Андрея Первозванного. В Заграничном походе 1813 года находился в сражении под Лютценом, после чего под предлогом болезни оставил армию и более в военных действиях против Наполеона участия не принимал.
Изображён в генеральском мундире, введённом для кавалерийских генералов 6 апреля 1814 года (по борту мундира ошибочно не показана красная выпушка); через плечо переброшена Андреевская лента. По борту мундира кресты орденов Св. Александра Невского и Св. Георгия 2-го класса; справа на груди серебряная медаль «В память Отечественной войны 1812 года» на Андреевской ленте и звёзды орденов Св. Андрея Первозванного, Св. Георгия 2-го класса и Св. Владимира 1-й степени. Подпись на раме с ошибкой в фамилии: А. П. Тормазов, Генералъ отъ Кавалерiи.

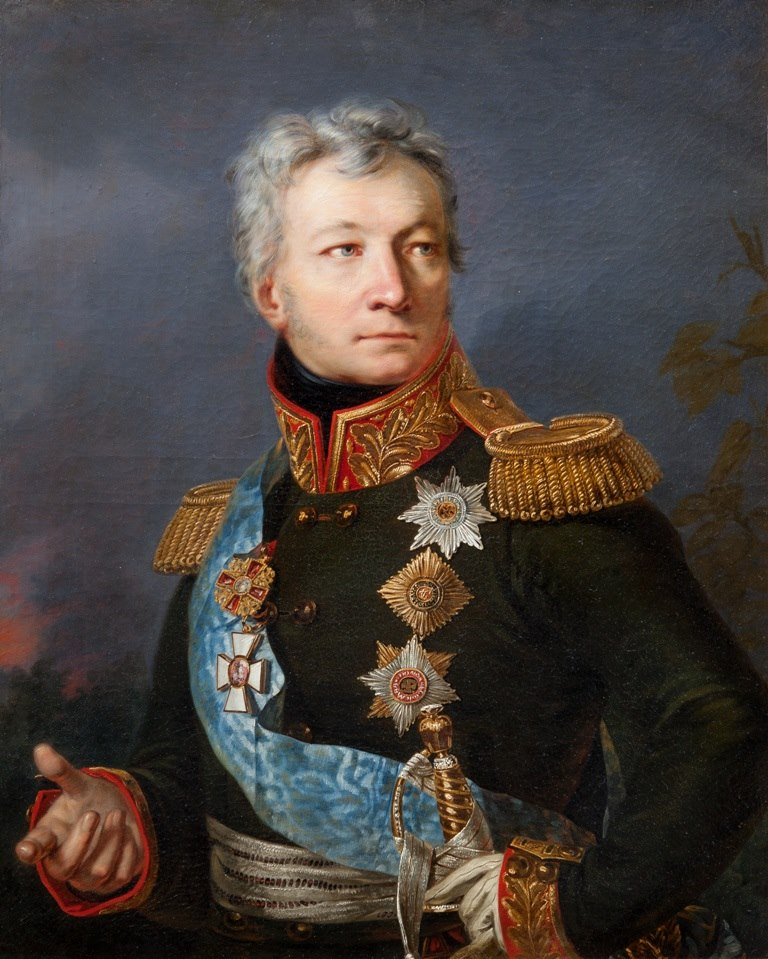
Портрет работы К. Я. Рейхеля, 1813 год, ГИМ.

После Наполеоновских войн Тормасов был Московским военным губернатором и соответственно постоянно проживал в Москве. Поскольку в конце 1819 года он скончался, то Доу для снятия копии был прислан портрет Тормасова работы К. Я. Рейхеля, написанный в 1813 году. Существует письмо председателя комиссии прошений действительного тайного советника В. С. Ланского, датируемое ноябрём 1821 года, адресованное дежурному генералу Главного штаба А. А. Закревскому с просьбой о возвращении «портрета покойного генерала от кавалерии графа Тормасова, писанного маслом или красками»; на этом письме имеется пометка что 19 января 1822 года он был возвращён владельцам. Соответственно считается, что портрет для Военной галереи был написан Доу до ноября 1821 года, готовый портрет был принят в Эрмитаж 7 сентября 1825 года. Портрет-прототип уже в начале XX века числился в собрании Императорского исторического музея и был опубликован великим князем Николаем Михайловичем. По сравнению с портретом из ГИМа Доу на галерейном портрете «осовременил» мундир (вместо двубортного старого образца с пуговицами в два ряда показан однобортный нового образца) и добавил памятную медаль Отечественной войны 1812 года.
В 1840-е годы в мастерской И. П. Песоцкого по рисунку И. А. Клюквина портрета была сделана литография, опубликованная в книге «Император Александр I и его сподвижники» и впоследствии неоднократно репродуцированная. В части тиража использована литография мастерской Поля Пети по рисунку Хюта, также в этой мастерской была напечатана и литография по рисунку В. Долле. Все литографии между собой значительно отличаются манерой исполнения.